# يوسيب مانوليتش
يوسيب مانوليتش (من مواليد 22 أذار مارس 1920) هو سياسي كرواتي سابق وثوري شيوعي خلال الحرب العالمية الثانية في يوغوسلافيا. شغل منصب مسؤول رفيع المستوى في إدارة أمن الدولة اليوغوسلافية (OZNA أو UDBA) ثم شغل منصب رئيس وزراء كرواتيا، من 24 آب/أغسطس 1990 إلى 17 تموز/يوليو 1991. كان آخر رئيس وزراء لكرواتيا كجمهورية ضمن يوغوسلافيا، حيث أعلنت الدولة رسميًا استقلالها خلال فترة ولايته، في 25 حزيران يونيو 1991. بعد فترة وجيزة كرئيس للوزراء، شغل مانوليتش منصب أول رئيس لمجلس المقاطعات، ثم مجلس الشيوخ في البرلمان الكرواتي، من 1993 حتى 1994.

## الحياة الشخصيّة
تزوج مانوليتش عام 1945 من زوجته الأولى، ماريا إيكر (1921-15 أبريل 2003). في 30 أبريل 2016، عن عمر يناهز 96 عامًا، تزوج مانوليتش من زوجته الثانية، ميريانا ريباريتش (5 مارس 1956 - 18 أغسطس 2020)، وهي تصغره بخمسة وثلاثين عامًا.

### طول العمر والصحة
مانوليتش هو رئيس الوزراء الكرواتي السابق الأكبر عمراً والأطول عمراً الذي شغل هذا المنصب على الإطلاق. أكسبه تقدمه في السن شهرة على وسائل التواصل الاجتماعي وفي الصحافة. وبالتحديد، وُجد أنه أحد أقدم حاملي رخصة قيادة سارية المفعول في كرواتيا  ويُزعم أيضًا أنه أصبح أول كرواتي خضع لتسلسل الجينوم الخاص به. هناك أيضًا صفحة فيسبوك ساخرة مخصصة لطول عمره بعنوان Joža Manolić je nadživio (بمعنى  لقد عاش يوسيب مانوليتش ). بلغ من العمر 100 عامًا في 22 مارس 2020.
في أبريل 2021، خلال وباء عالمي للمرض، أصيب مانوليتش بفيروس كورونا. على الرغم من ظهور علامات الالتهاب الرئوي الخفيف عليه في البداية، إلا أنه لم يُدخل المستشفى، وتعافى في النهاية في غضون ما يزيد قليلاً عن أسبوعين.